# 北疆線

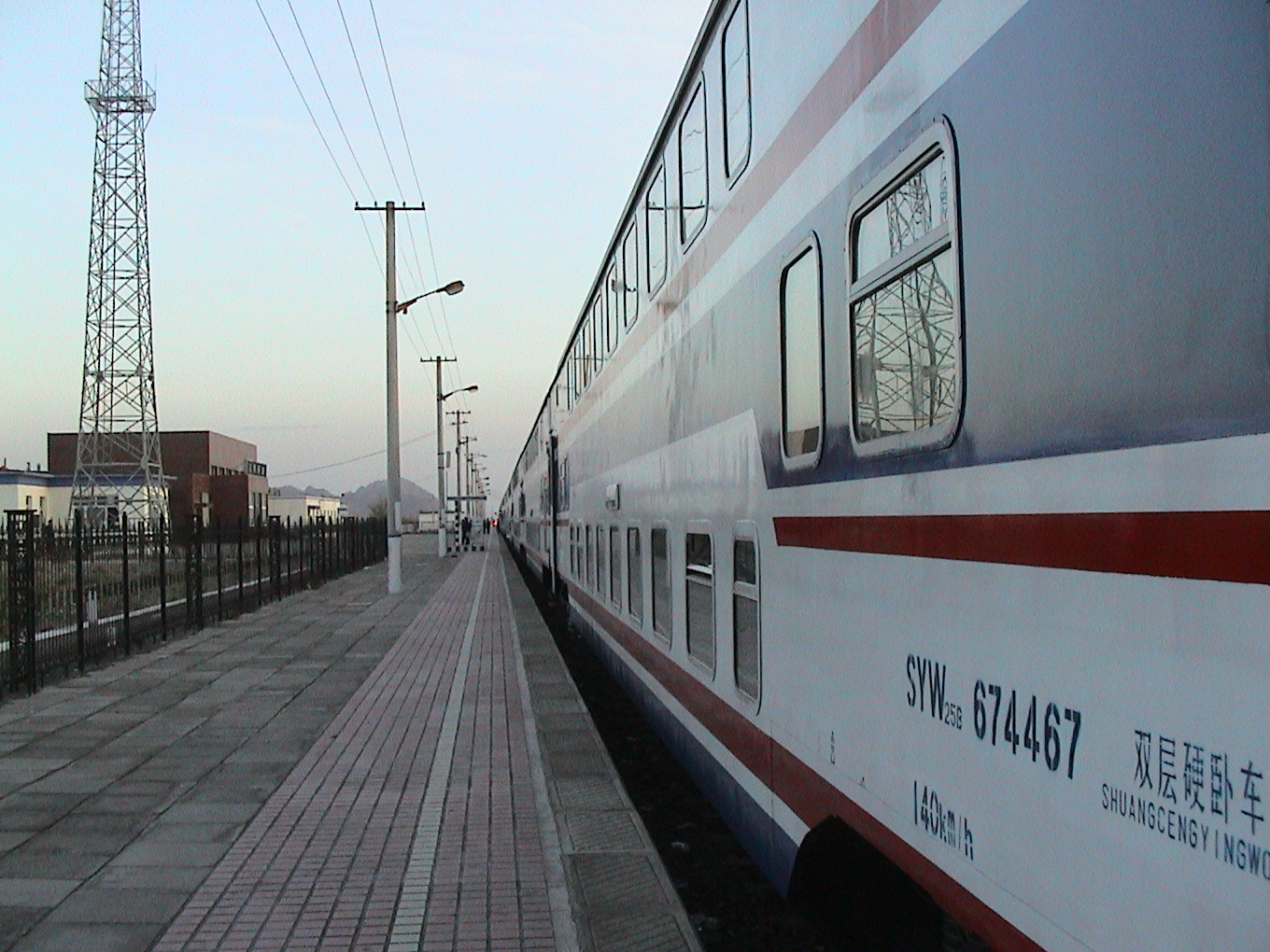
ボルタラ駅に停車中の25B型2階建て寝台車

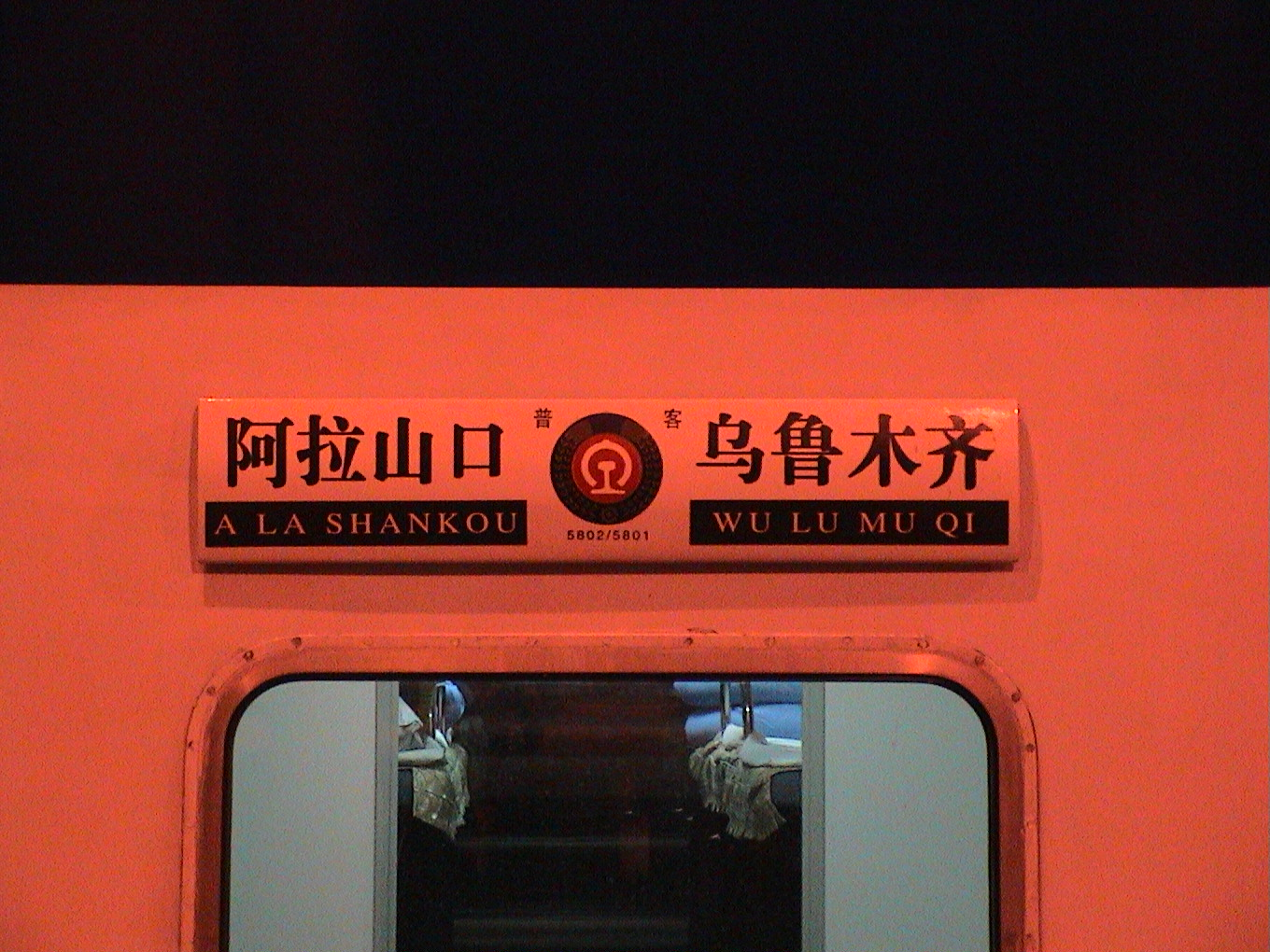
北疆線を運行する客車の行先標

北疆線（ほくきょうせん、中文表記: 北疆铁路）は、中国の新疆ウイグル自治区のウルムチ市とボルタラ・モンゴル自治州の阿拉山口とを結ぶ鉄道路線である。

## 概要
蘭新線の西北への延長路線で、全長は476km、全線がウルムチ局の所属である。軌間1,435mm、全線が電化されており、36の駅を有する。複線区間はウルムチ南駅 - 精河駅である。中国東部からオランダロッテルダムに至る新ユーラシア・ランドブリッジの主要経路であり、カザフスタン国鉄のトルキスタン・シベリア鉄道ドストゥク支線と接続している。
ウルムチから精河あたりまでは、概ね往年のシルクロード（天山北路）に沿ったルートとなっている。

## 歴史
- 1985年5月1日 - 建設を開始した。
- 1990年9月1日 - 開通した[1]。
- 1990年9月12日 - 阿拉山口～ドストゥク（カザフスタン）間が開通した。
- 1991年7月 - 貨物の臨時通関を開始した。
- 1992年6月21日 - アルマトイ～ウルムチ（現在のウルムチ南駅）間の国際旅客輸送（K9795/9796次列車 カザフスタン側担当）を開始した[2]。
- 1992年10月31日 - 北疆線が正式運営開始した[3]。
- 1992年12月1日 - 国際輸送を正式に開始した[3]。
- 1993年4月3日 - ウルムチ～アルマトイ間の国際旅客輸送（中国側担当）を開始し、同時にウルムチ～阿拉山口間の国内列車を運行開始した[2]。
- 2008年 - 電化工事を開始した[4]。
- 2011年9月1日 - 電化工事完成。

## 運行形態
2009年5月現在、阿拉山口からはウルムチ南へ2往復、クイトゥンからはウルムチ南へ1往復と西安へ1往復、烏西（ウルムチ西）からは成都へ1往復の旅客列車が運行されている。その他に週2回ウルムチ南から本路線経由でカザフスタンのアルマトイまで国際旅客列車が運行されている。

## 沿線の主要都市
- 新疆ウイグル自治区：ウルムチ市、石河子市、クイトゥン市、ウス市、ボルタラ市

## 接続路線
- ウルムチ南駅：蘭新線、（南疆線）
- 精河駅：精伊霍線
- 阿拉山口駅：トルキスタン・シベリア鉄道（ドストゥク支線）

## 旅客列車停車駅一覧
ウルムチ南 - ウルムチ - 烏西（ウルムチ西） - 三坪 - 昌吉 - フトビ - マナス - 石河子 - ウランウス - 沙湾県 -  クイトゥン東 - クイトゥン - クイトゥン西 - ウス - 四棵樹 - 托托 - 精河 - 蘑菇灘 - ボルタラ - 阿拉山口